# Châtenois (Bas-Rhin)
Châtenois (Duits: Kestenholz) is een  stadje en  gemeente in het Franse departement Bas-Rhin (regio Grand Est). De plaats maakt deel uit van het arrondissement Sélestat-Erstein. Châtenois telde op 1 januari 2022 4.265 inwoners.

## Geografie
De oppervlakte van Châtenois bedroeg op 1 januari 2022 14,57 vierkante kilometer; de bevolkingsdichtheid was toen 292,7 inwoners per km².

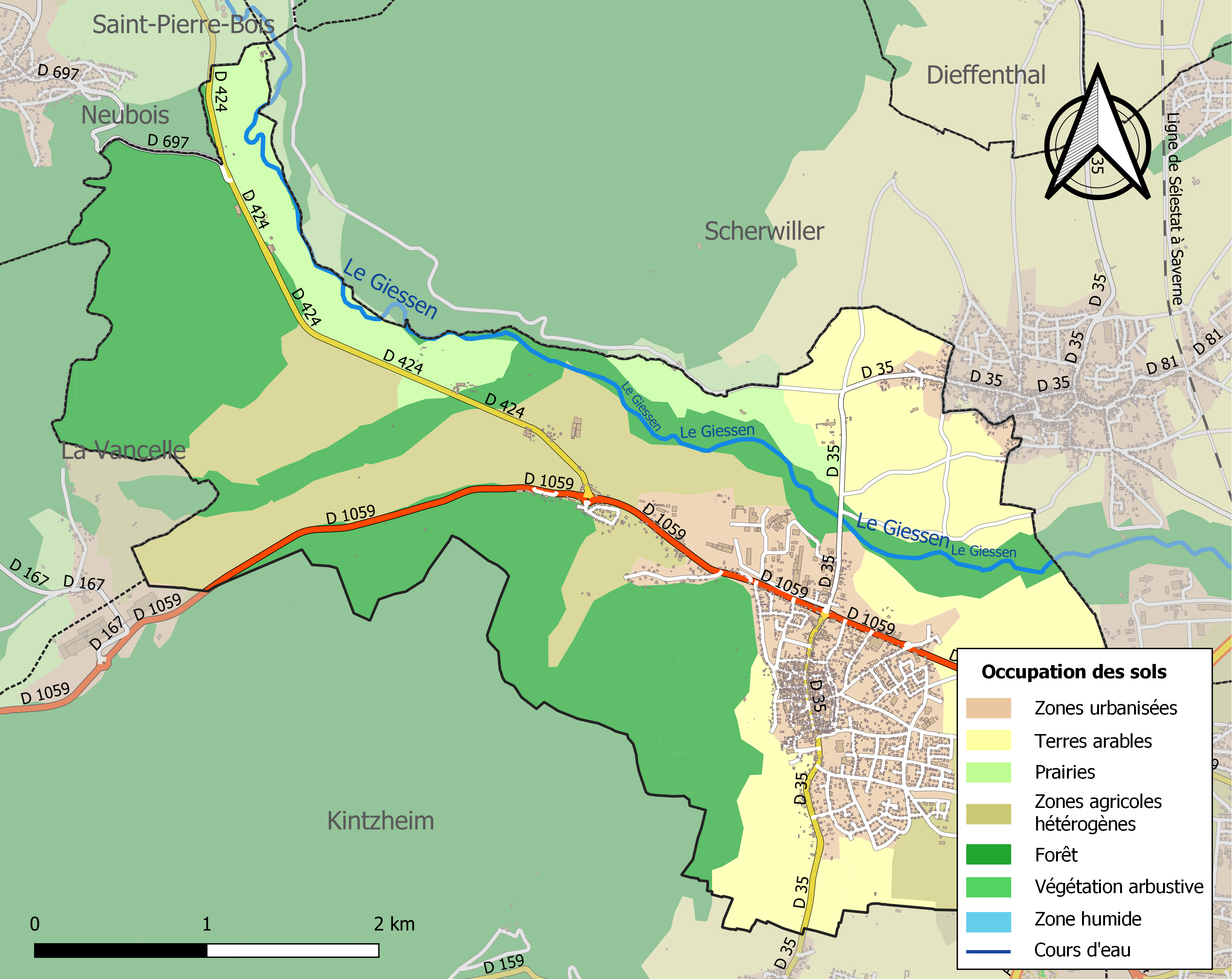
Kaart van de gemeente met de belangrijkste infrastructuur, bodemgebruik en omliggende gemeenten

## Demografie
Onderstaande figuur toont het verloop van het inwonertal (bron: INSEE-tellingen).